# Конрад III (Фрайбург)
Конрад III (IV) фон Фрайбург (на немски: Konrad III (IV) Graf von Freiburg; * 1372/1375; † 16 април 1424, Нойенбург) е титулар граф на Фрайбург в Брайзгау, граф на Нойенбург (1395 – 1424) и господар на Баденвайлер.

## Произход и управление
Той е единственият син на граф Егино (Егон) III фон Фрайбург († 1385) и съпругата му Верена фон Нойенбург († 1376/1384), дъщеря на граф Лудвиг фон Нойенбург († 1373) и Катерина де Ньофшател († 1365/1366). Сестра му Анна (* 1374; † сл. 1427) се омъжва пр. 11 май 1384/13 февруари 1387 г. за маркграф Рудолф III фон Хахберг-Заузенберг (* 1343; † 8 февруари 1428).
Конрад е възпитаван в двора на Нойенбург от леля му Изабела фон Нойенбург. След нейната смърт Конрад става през 1395 г. граф на Нойенбург. Той има проблеми за собственостите си с благородниците и жителите на град Нойенбург, които искат помощ от Берн.

## Фамилия
Първи брак: на 10 май 1390 г. с Мари дьо Вержи († 29 март 1407), дъщеря на Жан III 'Велики' († 1418), господар на Фувент, Вигнори, Шамплите, и Жанна дьо Шалон († 1380). Те имат две деца:
- Лудвиг († 1404)
- Йохан (†1 9 февруари 1457), граф на Фрайбург и Нойшател, господар на Шамплите и Баденвайлер (1444), женен на 23 октомври 1416 г. за Мари дьо Шалон († 1465).

Втори брак: между 18 март 1413 и ноември 1418 г. (10 май 1390) с графиня Аликс де Бо (* 21 август 1367; † 12 октомври 1426), дъщеря на Раймонд II де Бо († 1372), ди Авелино, Бо, и Жанна Рогиер де Бофорт († 1404). Бракът е бездетен.